# Victor Rebengiuc

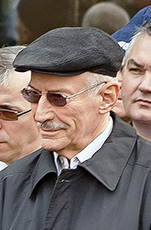
Victor Rebengiuc

Victor Rebengiuc (* 10. Februar 1933 in Bukarest) ist ein rumänischer Schauspieler.

## Leben und Karriere
Rebengiuc ist seit 1957 Mitglied des Bulandra Theaters, er wirkte in mehr als 200 Rollen allein auf der Bühne mit. Seinen Durchbruch hat er in Liviu Ciuleis Film  Wald der Gehenkten (rumänisch Pădurea spânzuraților), wodurch er eine wichtige Figur des rumänischen Films wurde. Rebengiuc ist vor allem bekannt für seinen Auftritt (1986) in Stere Gulea's Moromeţii.

## Filmografie (Auswahl)
- 1956: Mîndrie
- 1960: Furtuna
- 1961: A fost prietenul meu
- 1961: Der Fremde an der Küste (Poveste sentimentală)
- 1963: Die Seekatze (Pisica de mare)
- 1978: Gesucht wird: Johnny (Profetul, aurul și ardelenii)
- 1978: Der Mann im Lodenmantel (Un om în loden)
- 2015: Aferim!